# QtWebKit
QtWebKit est le nom du module de la bibliothèque logicielle Qt qui utilise le moteur de rendu HTML WebKit pour interpréter les différents formats utilisés sur le Web.
Présent depuis la version 4.4 de Qt, ce module intègre différentes classes totalement intégrées à la bibliothèque et supporte différents standards du W3C tel que HTML, XHTML, SVG et CSS. Un interpréteur JavaScript est également présent.
La version de Qt pour les environnements embarqués, Qtopia, profite également de ce module.
Depuis la version de 4.6 de Qt le moteur obtient 100 % au test Acid3. Le module est supprimé depuis Qt 5.6) au profit de QtWebEngine. 

## Sécurité
Il est reproché à QtWebkit de ne pas avoir une politique de sécurité suivie et facile à mettre en place.